# Callipia confluens
Callipia confluens là một loài bướm đêm trong họ Geometridae.